# 이토 단
이토 단(일본어: 伊藤 壇, 1975년 11월 3일 ~ )는 일본의 전 축구 선수이다.

## 구단 경력
그는 현역 시절 일본을 포함한 아시아·태평양 지역의 20여개의 국가 또는 지역에서 활약하였다.